# Ceolred di Mercia
Ceolred (... – 716) regnò dal 709 al 716 sulla Mercia (in Inghilterra).
Era figlio di Ethelred e salì al potere dopo l'abdicazione del suo predecessore, Coenred. Viene ricordato per la sua crudeltà e per il cattivo trattamento che riservò alla Chiesa. È probabile che proprio per questa ragione venne dipinto in maniera estremamente negativa dagli storici. Nel 715 si scontrò con Ine del Wessex, ma non si conosce l'esito della battaglia. Morì l'anno successivo dopo un banchetto. Sposò santa Werburga e fu sepolto a Lichfield.